# Haematopus unicolor
Haematopus unicolor е вид птица от семейство Haematopodidae.

## Разпространение
Видът е разпространен в Нова Зеландия.